# Crisopelea
Crisopelea (in greco antico: Χρυσοπέλεια?, Chrysopéleia) è un personaggio della mitologia greca. Fu una ninfa amadriade.

## Genealogia
Sposò Arcade e divenne madre di Afeida e di Elato.

## Mitologia
L'albero in cui Crisopelea viveva stava quasi per essere fatto cadere dalle acque di un torrente in piena quando Arcade, durante una battuta di caccia, vide la ninfa che gli chiese aiuto e decise di creare una piccola diga e la quercia si salvò.